# 14. Luftwaffen-Felddivision
Die 14. Luftwaffen-Felddivision war ein militärischer Verband der Wehrmacht während des Zweiten Weltkrieges. 

## Geschichte

### Aufstellung
Sie wurde am 15. Oktober 1942 unter dem Kommando des XIII. Fliegerkorps aus überschüssigem Personal der Luftwaffe aufgestellt.

### Besatzungstruppe Norwegen
Von Januar 1943 bis September 1943 war die Division in Norwegen im Einsatz.

## 14. Feld-Division (L)

### Aufstellung durch Umbenennung
Am 1. November 1943 wurde die Division ins Heer überführt und in Feld-Division 14 (L) umbenannt. 

### Verlegung nach Jütland
Sie wurde später auf der Halbinsel Jütland in Dänemark eingesetzt. 

### Verlegung nach Norwegen
Mitte 1944 wurde sie nach Norwegen zurückverlegt und in der Region Nordland unter der Kommando des XXXIII. Armeekorps eingesetzt. 

### Auflösung / Kapitulation
Sie blieb bis Kriegsende in Norwegen, wo sie aufgelöst wurde.

## Kommandeure
- Generalleutnant Günther Lohmann (15. Oktober 1942 bis 20. Februar 1945)
- Generalleutnant Wilhelm Richter (20. Februar bis 8. Mai 1945)